# Hercynský systém
Hercynský systém je jeden ze dvou geomorfologických systémů, které se podílejí na geomorfologickém členění Česka. Druhý je Alpsko-himálajský systém. Hercynský systém dělíme na Hercynská pohoří a Epihercynské (vněhercynské) nížiny. Na českém území leží především Hercynská pohoří (Česká vysočina), Epihercynské nížiny sem zasahují jen nepatrnými výběžky na severu.
Přestože Hercynský systém podle české koncepce geomorfologického členění zemského povrchu zasahuje na území řady dalších evropských států (Francie, Německo, Polsko aj.), geografické autority v těchto zemích používají jiné koncepce fyzickogeografického členění, které s pojmem Hercynský systém nemusí pracovat. Hercynský systém je ale založen na hercynském vrásnění, které je pojmem s mezinárodní platností. Hercynský systém zahrnuje evropskou část pohoří budovaných materiály pocházejícími z doby hercynského vrásnění (zbytek těchto pohoří se po oddělení Severní Ameriky od Eurasie ocitl za Atlantským oceánem).

## Geomorfologické členění Hercynského systému
- Hercynská pohoří
  - Česká vysočina
    - Šumavská
      - Českoleská oblast
        - Český les
        - Podčeskoleská pahorkatina
        - Všerubská vrchovina

      - Šumavská hornatina
        - Šumava
        - Šumavské podhůří
        - Novohradské hory
        - Novohradské podhůří

    - Česko-moravská
      - Středočeská pahorkatina
        - Benešovská pahorkatina
        - Vlašimská pahorkatina
        - Táborská pahorkatina
        - Blatenská pahorkatina

      - Jihočeské pánve
        - Českobudějovická pánev
        - Třeboňská pánev

      - Českomoravská vrchovina
        - Křemešnická vrchovina
        - Hornosázavská pahorkatina
        - Železné hory
        - Hornosvratecká vrchovina
        - Křižanovská vrchovina
        - Javořická vrchovina
        - Jevišovická pahorkatina

      - Brněnská vrchovina
        - Boskovická brázda
        - Bobravská vrchovina
        - Drahanská vrchovina

      - Krušnohorská
      - Krušnohorská hornatina
        - Smrčiny
        - Krušné hory
        - Děčínská vrchovina

      - Podkrušnohorská oblast
        - Chebská pánev
        - Sokolovská pánev
        - Mostecká pánev
        - Doupovské hory
        - České středohoří

      - Karlovarská vrchovina
        - Slavkovský les
        - Tepelská vrchovina

      - Česká tabule
      - Severočeská tabule
        - Ralská pahorkatina
        - Jičínská pahorkatina

      - Středočeská tabule
        - Dolnooharská tabule
        - Jizerská tabule
        - Středolabská tabule

      - Východočeská tabule
        - Východolabská tabule
        - Orlická tabule
        - Svitavská pahorkatina

      - Krkonošsko-jesenická (Sudety)
      - Krkonošská oblast (Západní Sudety)
        - Šluknovská pahorkatina
        - Lužické hory
        - Ještědsko-kozákovský hřbet
        - Žitavská pánev
        - Frýdlantská pahorkatina
        - Jizerské hory
        - Krkonoše
        - Krkonošské podhůří

      - Orlická oblast (Střední Sudety)
        - Broumovská vrchovina
        - Orlické hory
        - Podorlická pahorkatina
        - Kladská kotlina

      - Jesenická oblast (Východní Sudety)
        - Zábřežská vrchovina
        - Mohelnická brázda
        - Hanušovická vrchovina
        - Králický Sněžník
        - Rychlebské hory
        - Zlatohorská vrchovina
        - Hrubý Jeseník
        - Nízký Jeseník

      - Krkonošsko-jesenické podhůří (Sudetské podhůří)
        - Vidnavská nížina
        - Žulovská pahorkatina

      - Poberounská
      - Brdská oblast
        - Džbán
        - Pražská plošina
        - Křivoklátská vrchovina
        - Hořovická pahorkatina
        - Brdská vrchovina

      - Plzeňská pahorkatina
        - Rakovnická pahorkatina
        - Plaská pahorkatina
        - Švihovská vrchovina
- Epihercynské nížiny
  - Středoevropské nížiny
    - Středopolské nížiny
      - Středopolská nížina
        - Slezská nížina